# Saša Stevanović
Saša Stevanović (Kragujevac, 1974. augusztus 4.) szerb labdarúgókapus, 2004 és 2014 között a Győri ETO csapatának tagja volt.

## Pályafutása
2020 decemberében az OFK Beograd elnöke lett.

### Válogatott
2001-ben mutatkozott be a válogatottban a  Banglades – Szerbia és Montenegró (1 – 4) mérkőzésen.

## Mérkőzései a jugoszláv válogatottban
| #  | Dátum            | Ellenfél  | Eredmény | Kiírás                      | Esemény |
| -- | ---------------- | --------- | -------- | --------------------------- | ------- |
| 1. | 2001. január 16. | Banglades | 4 – 1    | Millennium Soccer Super Cup |         |
| 2. | 2001. június 28. | Paraguay  | 0 – 2    | Kirin-kupa                  | 46'     |
| 3. | 2001. július 4.  | Japán     | 0 – 1    | Kirin-kupa                  | 86'     |
| 4. | 2001. október 6. | Luxemburg | 6 – 2    | Vb-selejtező                |         |

## Sikerei, díjai
Győri ETO
- Magyar bajnok: 2013
- Magyar bajnoki bronzérmes: 2008, 2010, 2012
- Magyar Szuperkupa győztes: 2013

## Külső hivatkozások
- Hlsz.hu profil
- Saša Stevanović a Győri ETO hivatalos honlapján
- national-football-teams.com profil (angolul)
- worldfootball.net profil (angolul)